# Jacques le Berré
Jacques le Berré (ur. 21 września 1937) – francuski judoka. Olimpijczyk z Tokio 1964, gdzie zajął dziewiąte miejsce w wadze średniej.
Zdobył osiem medali na mistrzostwach Europy w latach 1959 - 1965, w tym cztery w zawodach drużynowych.

## Letnie Igrzyska Olimpijskie 1964
| Konkurencja | Eliminacje               | Eliminacje               | Klas. końcowa |
| Konkurencja | Przeciwnik I             | Przeciwnik II            | Miejsce       |
| ----------- | ------------------------ | ------------------------ | ------------- |
| -80 kg      | Orlando Madrigal (CRC) Z | Wolfgang Hofmann (FRG) P | 9.            |